# William Edmond Logan

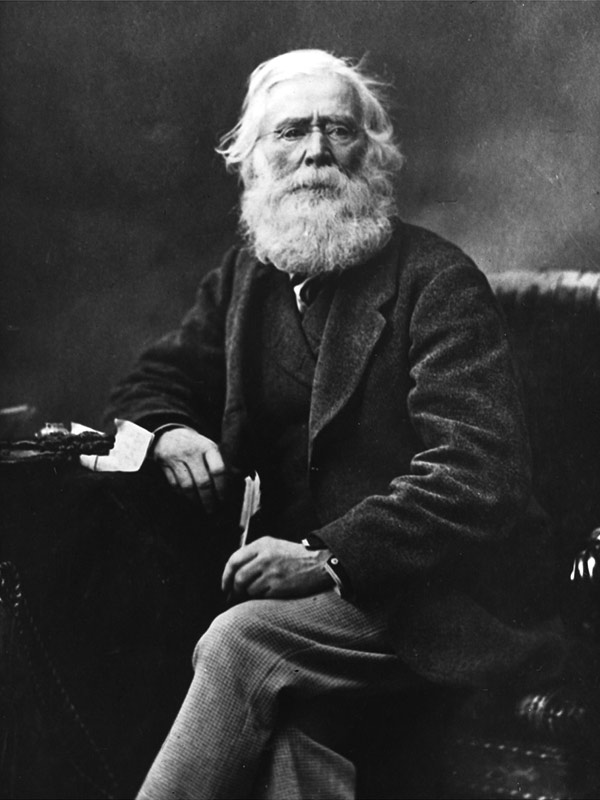
William Edmond Logan

William Edmond Logan (* 20. April 1798 in Montreal, Kanada; † 22. Juni 1875 in Pembrokeshire, Wales) war ein kanadischer Geologe.

## Leben
Der in Québec geborene Logan studierte an der University of Edinburgh. Als er 1831 den Betrieb einer Mine in Süd-Wales bei Swansea übernahm, begann er sich näher mit Geologie zu beschäftigen. Er fertigte eine geologische Karte der Kohlefelder von Süd-Wales an. Auf der Basis der hierzu angestellten Forschungen verfasste er die Schrift "Über die Beschaffenheit der Tonböden, die sich unmittelbar unter den Kohle-Flözen von Süd-Wales befinden und über die in diesem Gebiet vorkommenden Kohleeinschlüsse im Sandstein", die er 1840 bei der Geological Society of London einreichte. In dieser Schrift äußerte Logan die Vermutung, dass es sich bei der Schicht unter den Kohlefeldern um die alte Oberfläche handelte, auf der die Pflanzen, aus deren Überresten sich die Kohle geformt hatte, einst gewachsen waren.
Logans geologische Fähigkeiten fanden bald Anerkennung und 1842 wurde er damit beauftragt die Geological Survey of Canada zu gründen, deren Direktor er bis 1869 blieb. Während seiner Zeit als Direktor beschrieb er die laurentinischen Felsformationen in den kanadischen Laurentinischen Bergen und in den Adirondack Mountains im US-Bundesstaat New York.
Im Verlaufe seiner erfolgreichen Karriere als Geologe erhielt Logan 22 Auszeichnungen. Unter anderem wurde er 1855 vom französischen Kaiser Napoleon III. in die Ehrenlegion aufgenommen und 1856 von der britischen Königin Victoria in den Ritterstand erhoben. Im gleichen Jahr erhielt Logan die Wollaston-Medaille von der Geological Society of London. 1859 wurde er in die American Academy of Arts and Sciences gewählt. Im Jahr 1857 wurde er zum Mitglied der Leopoldina gewählt. 1861 wurde er Ehrenmitglied (Honorary Fellow) der Royal Society of Edinburgh.
Im Ruhestand zog sich Logan 1869 nach Pembrokeshire in West-Wales zurück, wo er 1875 starb. Er wurde in einem Kirchhof in Cilgerran bestattet.

## Sonstiges
Am 23. Oktober 1967 ehrte die kanadische Regierung, vertreten durch den für das Historic Sites and Monuments Board of Canada zuständigen Minister, Logan unter anderem für seine Verdienste bei Aufbau der Geological Survey of Canada und erklärte ihn zu einer „Person von nationaler historischer Bedeutung“.
Weitere Ehrungen:
- Der Mount Logan, der höchste Berg Kanadas, wurde nach Logan benannt.
- Das Mineral Weloganit, das zuerst in Logans Heimatstadt Montreal gefunden wurde, ist gleichfalls nach ihm benannt.
- Die Geological Association of Canada verleiht jährlich die Logan-Medaille.